# كارل آدم كالتينبرونر
كارل آدم كالتينبرونر (بالألمانية: Carl Adam Kaltenbrunner)‏ (و. 1804 – 1867 م) هو شاعر، ومؤلف، وكاتب نمساوي، توفي في فيينا، عن عمر يناهز 63 عاماً.